# Tupy Sport Club
Tupy Sport Club é uma agremiação esportiva da cidade de Paracambi, estado do Rio de Janeiro, fundada a 1 de janeiro de 1922.

## História

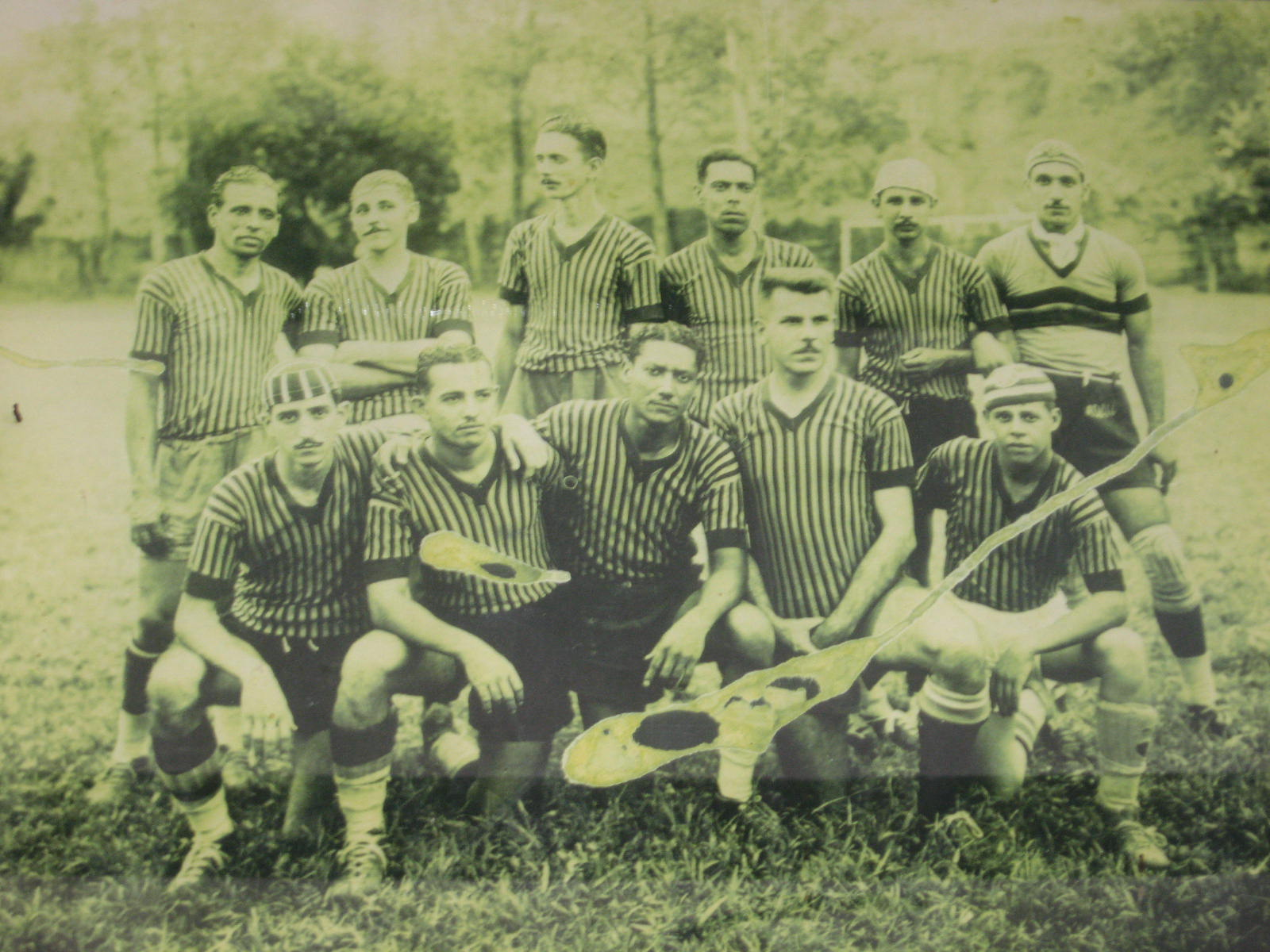
Formação do Tupy no princípio do século XX

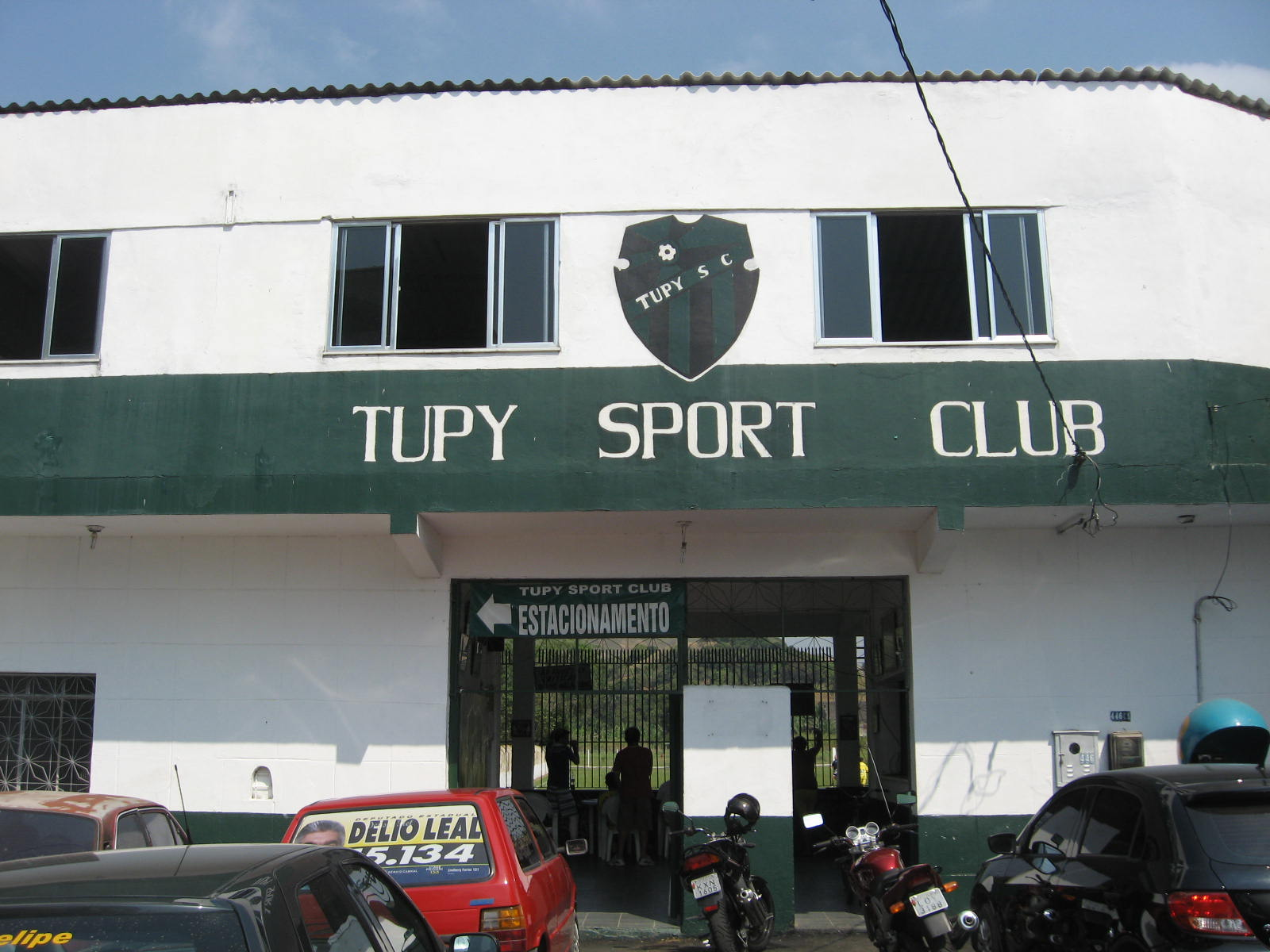
Sede do Tupy

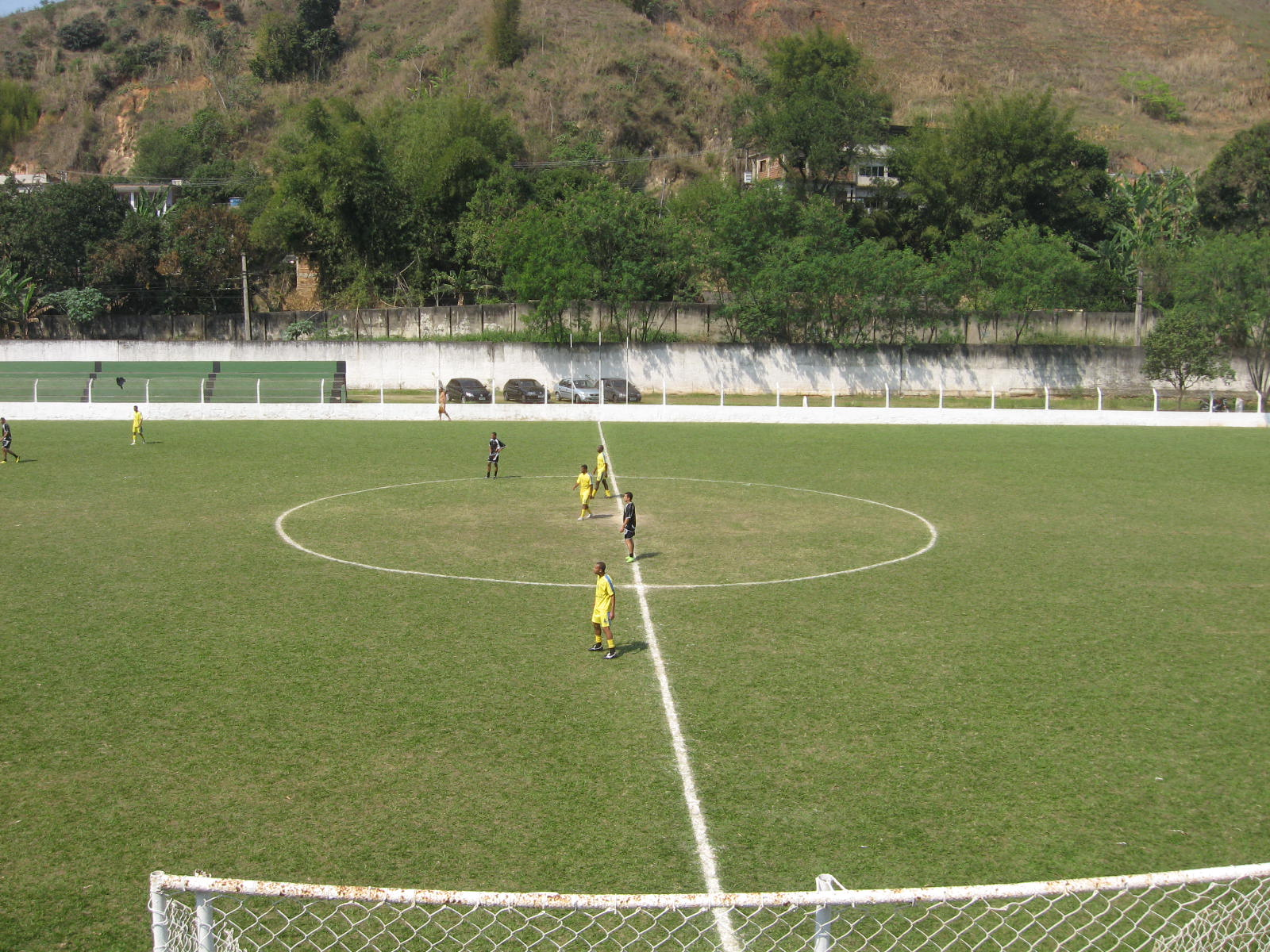
Estádio Oswaldo Delgado de Moraes

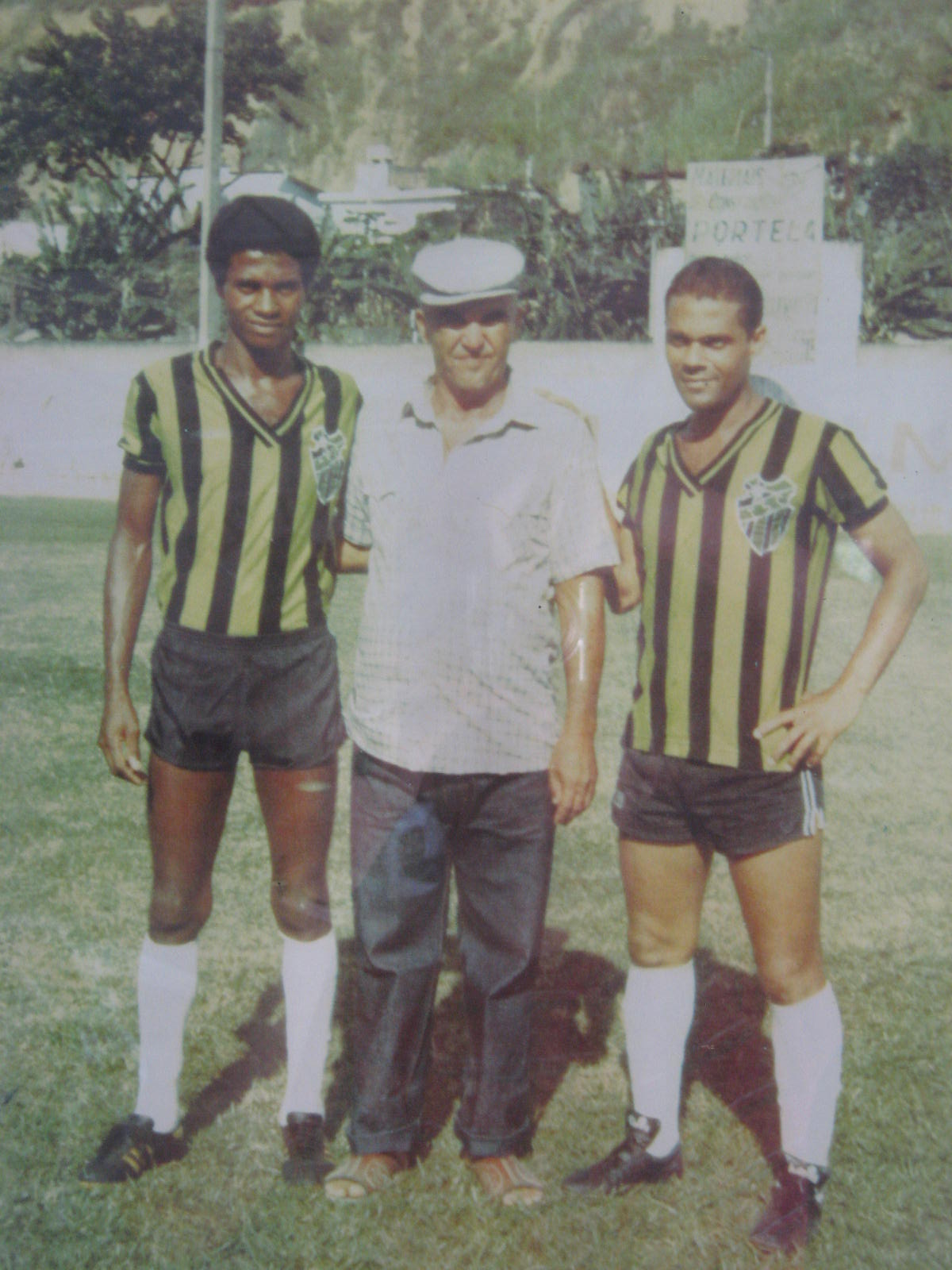
Atletas do Tupy

Surge da divisão de outro clube da cidade, o Brasil Industrial Esporte Clube, que seria o seu grande rival.
Em 1930 o clube fazia parte da Associação Carioca de Esportes Athleticos.
Começa suas atividades disputando o antigo Campeonato Estadual Fluminense, entre outros torneios. Esteve, por exemplo, em 1954, na 2ª Zona, quando não consegue a classificação para a segunda fase, que teve Brasil Industrial Esporte Clube, Central Sport Club e Royal Sport Club, ambos de Barra do Piraí. Mas o campeão foi o Clube dos Coroados, e vice o Royal Sport Club. 
Em 1956, participou do Campeonato Fluminense Extra, ficando na sexta posição. O vencedor da competição foi o Adrianino Atlético Clube, de Engenheiro Paulo de Frontin, e vice foi o Central Sport Club.
Com o advento da fusão dos estados do Rio de Janeiro e Guanabara, estreia na Terceira Divisão de Profissionais em 1983, no Grupo "B", se classificando para a fase final em segundo lugar, atrás do Nacional FootBall Club, de Duque de Caxias, e à frente do também habilitado Esporte Clube Miguel Couto. Tomazinho Futebol Clube, Heliópolis Atlético Clube e Esporte Clube Nova Cidade foram eliminados. Já na fase final, por pontos corridos, o Nacional sagrou-se campeão e ascendeu à Segunda Divisão na companhia da vice-campeã Associação Atlética Cabofriense. O Clube Esportivo Rio Branco foi o terceiro colocado, Miguel Couto, o terceiro, Tamoyo Futebol Clube, de Cabo Frio, o quinto, União Esportiva Coelho da Rocha, o sexto, e o próprio Tupy ficou na lanterna do certame.
Em 1984, o Tupy integrou a chave "A", que ao final da fase inicial, contou com a liderança do Tomazinho Futebol Clube. O Royal Sport Club foi o segundo colocado, ficando a Associação Atlética Volantes, na terceira posição. O Cruzeiro de Pendotiba foi o quarto, o Tupy, o quinto, e na última posição ficou o Central Sport Club. Os classificados para a segunda divisão naquele ano foram Rio Branco e Royal.
Após a disputa, houve um período de ausência dos gramados que perdurou até 1987. Naquela oportunidade a equipe integrou na primeira fase o Grupo "B", ficando na segunda posição, atrás do Esporte Clube Miguel Couto. O Heliópolis Atlético Clube foi o terceiro e o Itaguaí Atlético Clube, o último, pela perda de cinco pontos ao utilizar atletas em condição irregular. Na segunda fase do certame, o time ficou em último lugar e acabou eliminado da competição. Se classificaram Esporte Clube Miguel Couto e Tamoio Futebol Clube. Os eliminados foram Canto do Rio Foot-Ball Club, Heliópolis Atlético Clube e o Nacional. Naquele ano subiram Paduano Esporte Clube e Esporte Clube Miguel Couto.
Em 1988, o Tupy foi eliminado na fase inicial, no Grupo "A", liderado pelo América de Três Rios. Frigorífico Atlético Clube e Itaguaí Atlético Clube ficaram à frente da equipe de Paracambi. Naquele ano América-TR e União Nacional Futebol Clube, que estavam em chaves diferentes foram declarados campeões da divisão e classificados para o módulo imediatamente superior.
Em 1989, o Tupy disputou o Grupo "B" e ficou na quarta colocação, não chegando à segunda fase. Entrerriense Futebol Clube, Céres Futebol Clube e Tamoio Futebol Clube se classificaram. Portela Atlético Clube, Pavunense Futebol Clube, Itaguaí Atlético Clube, Associação Atlética Volantes e Associação Atlética Caxias foram eliminados. Naquele ano os campeões foram Rio das Ostras Futebol Clube e Tamoio.
Em 1990, a equipe alviverde de Paracambi finalmente promoveu a sua melhor campanha historicamente em âmbito profissional. Sagrou-se vice-campeã da terceira divisão, ao perder a final para o Céres Futebol Clube. Na primeira fase se classificou em segundo, atrás do Pavunense Futebol Clube e à frente do próprio time de Bangu que o derrotaria na decisão. O Itaguaí Atlético Clube foi o outro time classificado. Na fase final, o Tupy a liderou, mas o regulamente previa o confronto contra o segundo colocado, o próprio Céres. Na terceira posição ficou o Esporte Clube Maricá, seguido de Pavunense Futebol Clube, Itaguaí Atlético Clube, Carapebus Esporte Clube, Canto do Rio Foot-Ball Club e Colégio Futebol Clube.
Disputou os anos de 1991 e 1994 já na Segunda Divisão. Após esse período, se licenciou.
[[Image:|thumb|right|150px|Mascote do Tupy]]
Volta em, 1999, na Terceira Divisão, porém sem alcançar o acesso à Segunda Divisão. Contudo, a campanha foi excelente, pois quase chegou à fase final. Em 2000, chegou a disputar a seletiva para a Segunda Divisão, porém sem obter sucesso. Desde então se encontra licenciado das competições profissionais, apenas disputando o campeonato amador de sua cidade.
Sua maior conquista no profissionalismo foi o vice-campeonato em 1990 da Terceira Divisão, quando perdeu o título para o Céres Futebol Clube. Suas cores são o verde e preto e seu estádio é o Oswaldo Delgado de Moraes, de capacidade para 1.000 pessoas.

## Títulos
- 1975 - Campeão do Torneio Municipal;
- 1981 - Troféu Prefeito Arildo Rodrigues Capitão, pelo 21° aniversário da emancipação de Paracambi (Vitória sobre o EC Rochedo);
- 1990 - Vice-campeão da Terceira Divisão de Profissionais;
- 2001 - Campeão da Copa Roberto Dinamite - Sub-17;
- 2003 - Vice-campeão de Adultos - Liga Desportiva de Paracambi;
- 2009 - Eneacampeão Juvenil - Liga Desportiva de Paracambi;
- 2009 - Campeão Mirim - Liga Desportiva de Paracambi;
- 2009 - Campeão Pré-Mirim - Liga Desportiva de Paracambi;
- 2009 - Campeão Master - Liga Desportiva de Paracambi;
- 2010 - Campeão Júnior - Liga Desportiva de Paracambi;
- 2011 - Vice-campeão Juvenil - Liga Desportiva de Paracambi;
- 2017 - Campeão do Campeonato Iguaçuano - Liga de Desportos de Nova Iguaçu;

## Estatísticas

### Participações
| Competição          | Temporadas | Melhor campanha     | Estreia | Última | P | R |
| ------------------- | ---------- | ------------------- | ------- | ------ | - | - |
| Série B1 do Carioca | 1          | ? colocado (2000)   | 2000    | 2000   | – | – |
| Série B2 do Carioca | 8          | Vice-campeão (1990) | 1983    | 1999   | – | – |

## Fonte
- VIANA, Eduardo. Implantação do futebol Profissional no Estado do Rio de Janeiro. Rio de Janeiro: Editora Cátedra, s/d.